# سامسونج جالكسي أي 7 (2016)
سامسونج جالكسي أي 7 2016 هو هاتف ذكي من تصنيع إلكترونيات سامسونج ومن تطور شركة سامسونج يعمل بنظام أندرويد أعلن عنه في شهر ديسمبر من عام 2015

## المواصفات
الشاشة 5.5 أنش بدقة 1920x1080 من نوعية سوبر أموليد
الرامات بسعة 3 جيجابايت
نظام التشغيل أندرويد 5.1.1 قابل للترقية للإصدار 7.0
المعالج Exynos 7580 Octa\Snapdragon 615
معالج الرسوميات Mali-T720MP2\Adreno 405
سعة التخزين 16 جيجابات
الكاميرا الخلفية 13 ميجابكسل
الكاميرا الأمامية 5 ميجابكسل
البطارية 3300 ملي أمبير
1. ↑  الوصول: 27 يونيو 2018. وصلة مرجع: https://www.priceza.co.id/p/harga/samsung-galaxy-a7-2016/51216495.